# متحف سبنسر للفنون
متحف سبنسر للفنون هو متحف فني تديره جامعة كانساس في لورانس، كانساس. تم اعتماد متحف سبنسر من قبل التحالف الأمريكي للمتاحف وهو يسعى جاهداً لتقديم مجموعته كأرشيف حي لاستخدامه كأدوات إبداعية للبحث والتعليم العام المتقدم.

## تاريخ
في عام 1917 تبرعت سالي كيسي ثاير جامع التحف الفنية في مدينة كانساس، بمجموعتها التي تضم أكثر من سبعة آلاف عمل فني، معظمها من آسيا وأوروبا إلى جامعة كانساس لإنشاء متحف لتشجيع دراسة الفنون الجميلة في وسط غرب الولايات المتحدة. في عام 1928 أنشأت المدرسة متحف جامعة كانساس للفنون، مع مجموعة ثاير كقاعدة لها في سبونر هول. في الستينيات وتحت إشراف مارلين ستوكستاد حقق متحف الفن تقدمًا كبيرًا.

## المدراء
- مارلين ستوكستاد (1961-1968)
- تشارلز سي إلدردج (1971-1982)
- إليزابيث برون (1982-1983)
- جاي جيتس (1983-1987)
- أندريا نوريس (1988-2004)
- سارالين ريس هاردي (2005 إلى الوقت الحاضر)

## معرض الصور

حدد الأعمال في متحف سبنسر للفنون
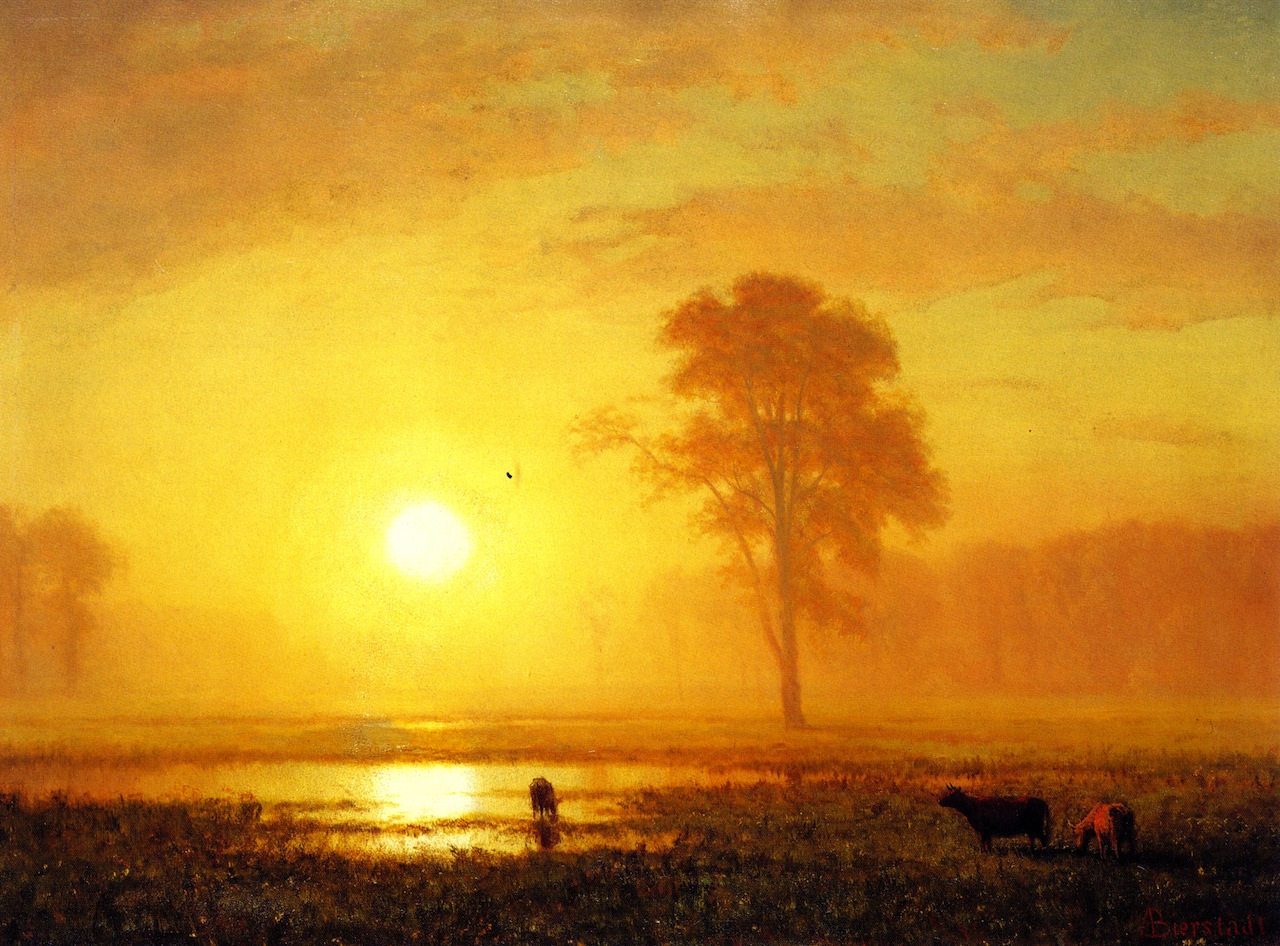
ألبرت بيرشتات ، غروب الشمس على السهول ، ج. 1887
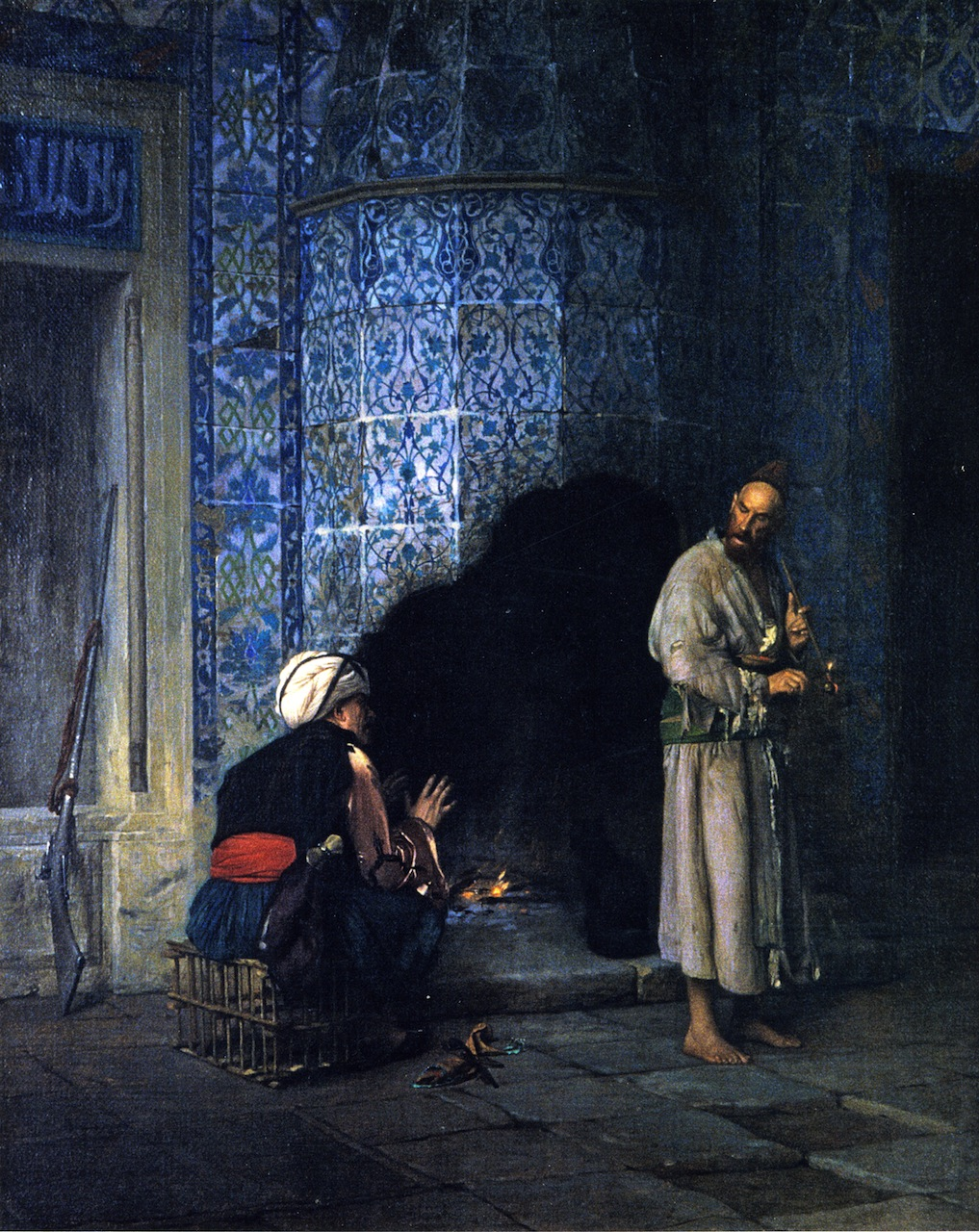
جان ليون جيروم ، محادثة بجوار فايرسايد ، 1881
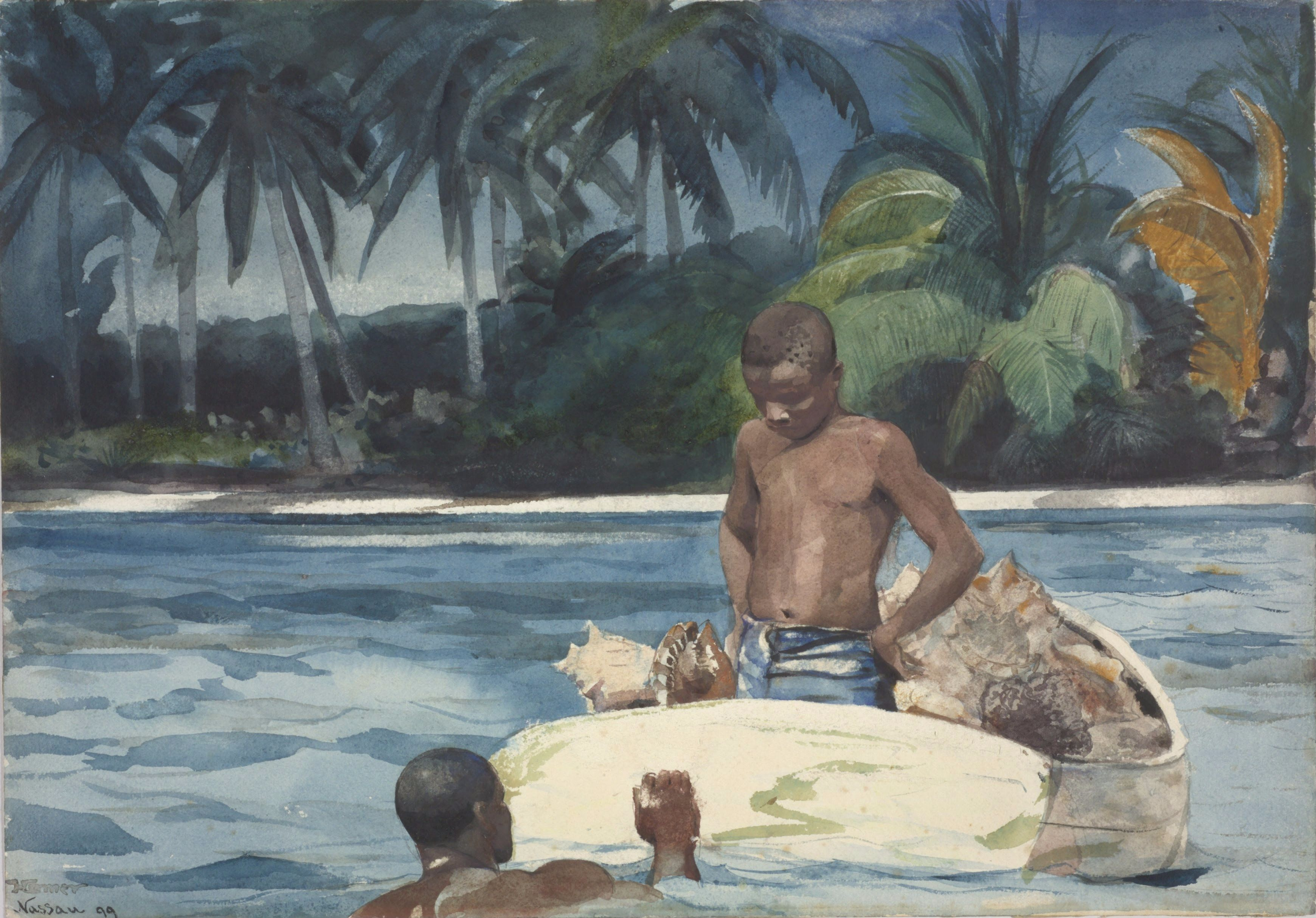
وينسلو هومر ، غواصين غرب الهند 1899
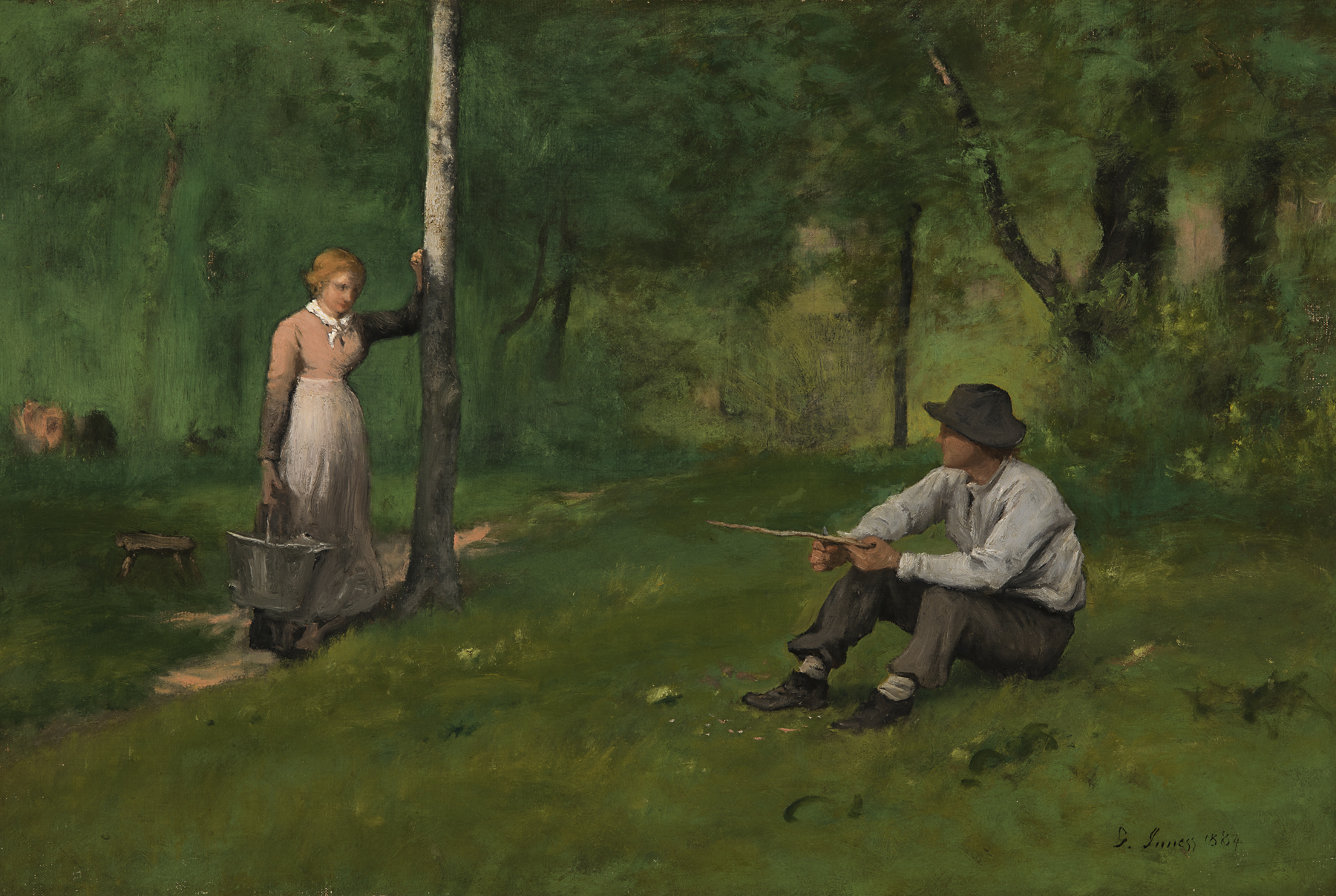
جورج إينيس ، ثرثرة ، 1884
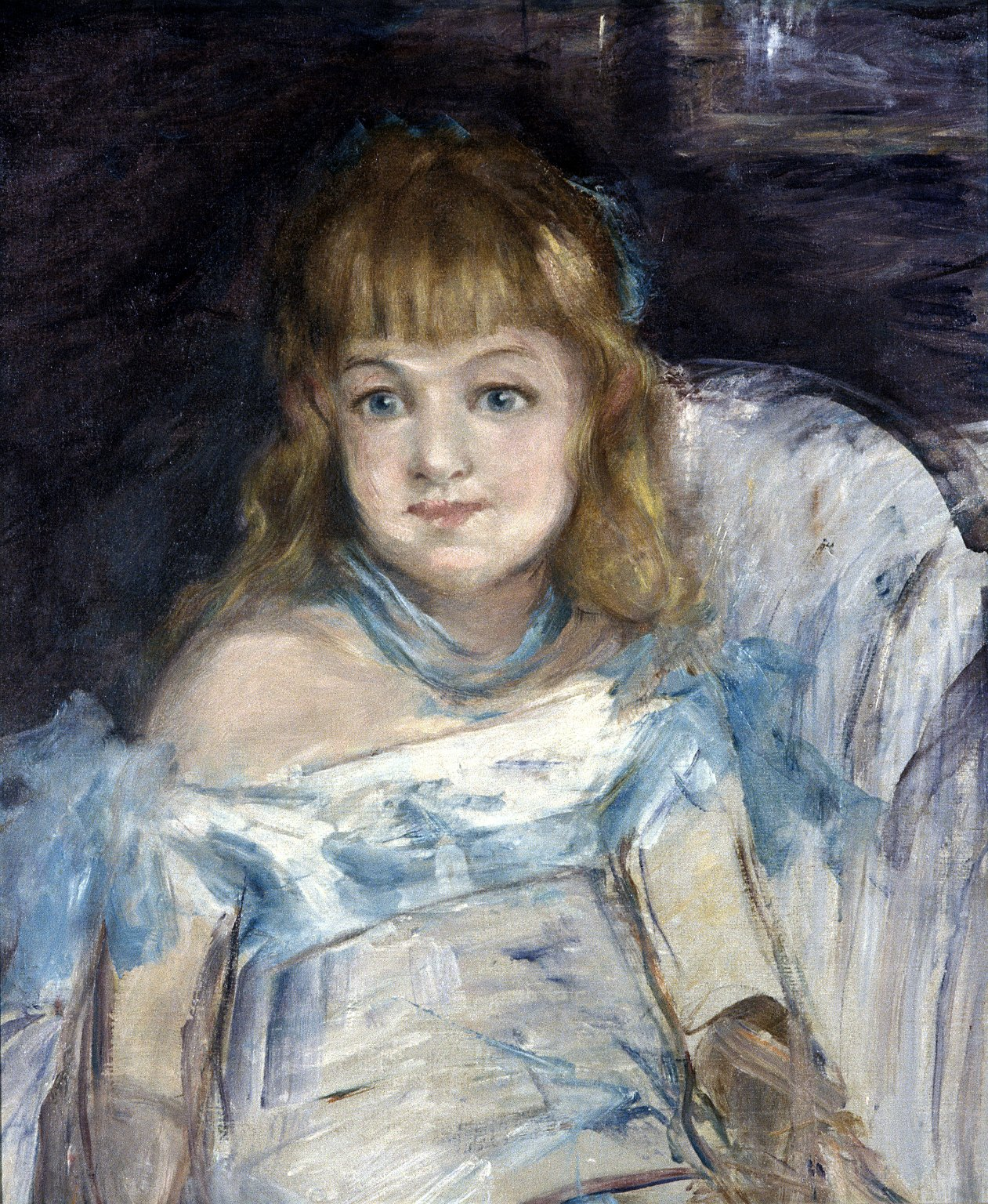
إدوارد مانيه ، فتاة صغيرة على كرسي بذراعين ، ١٨٧٨
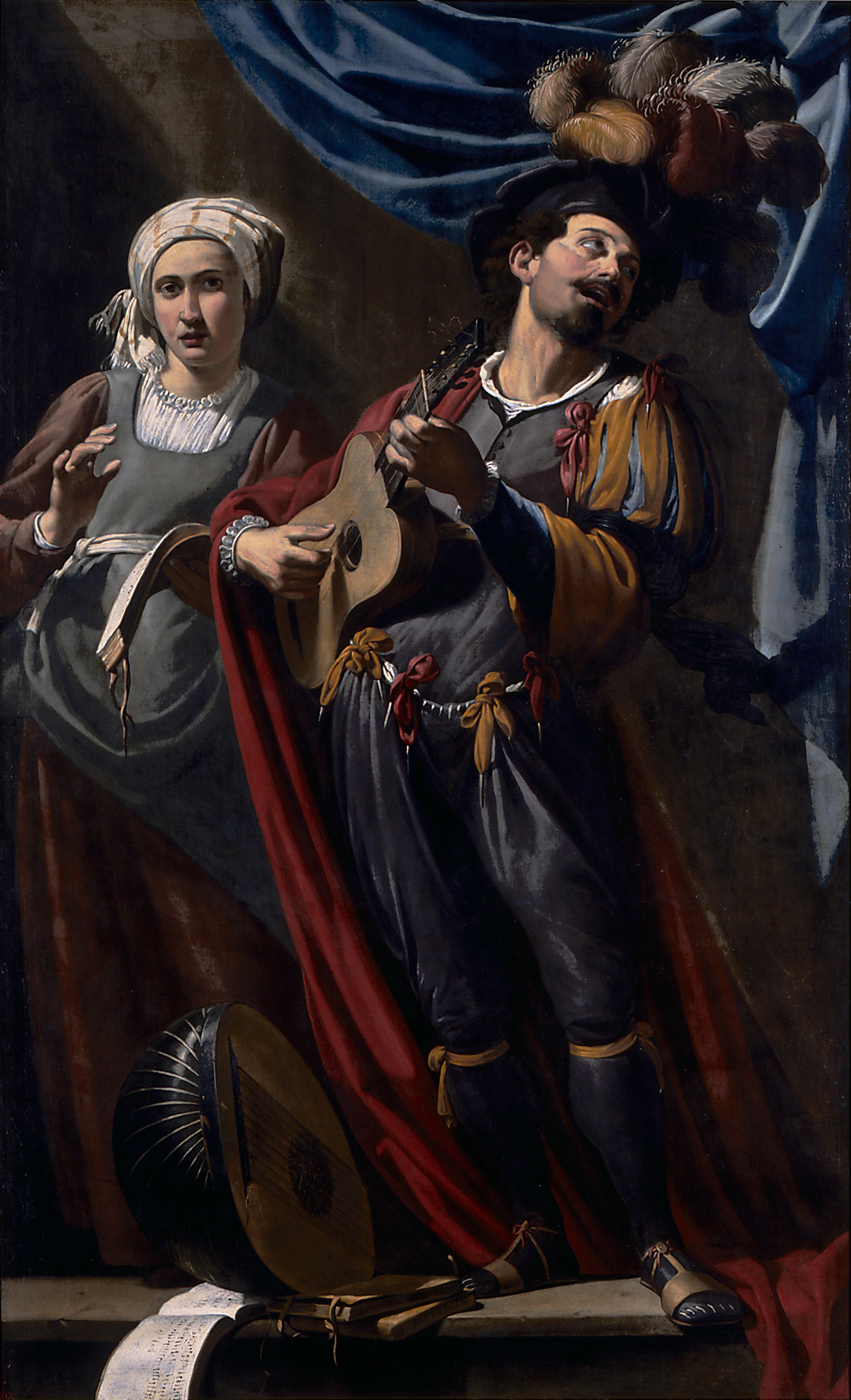
ثيودور رومبوتس  [لغات أخرى]‏ ، الموسيقيون ، ج. 1620
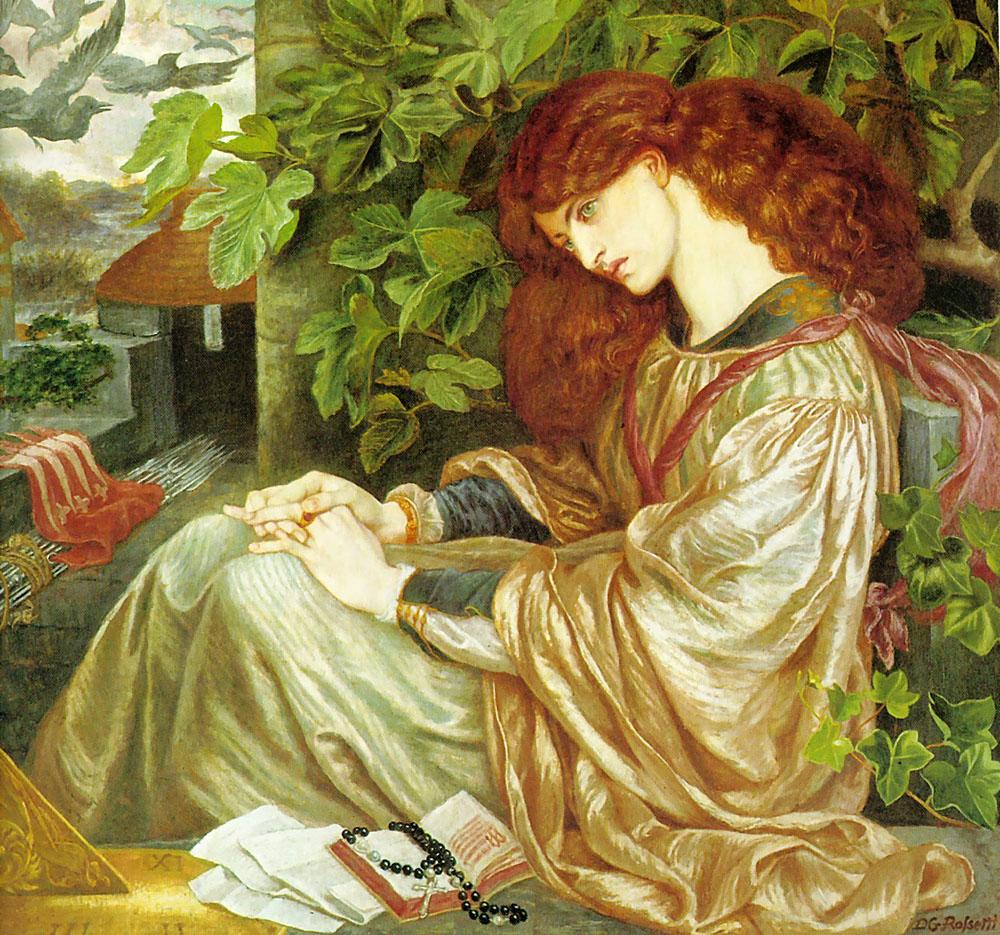
دانتي جابرييل روسيتي ، بيا دي تولومي  [لغات أخرى]‏ ، ج. 1875
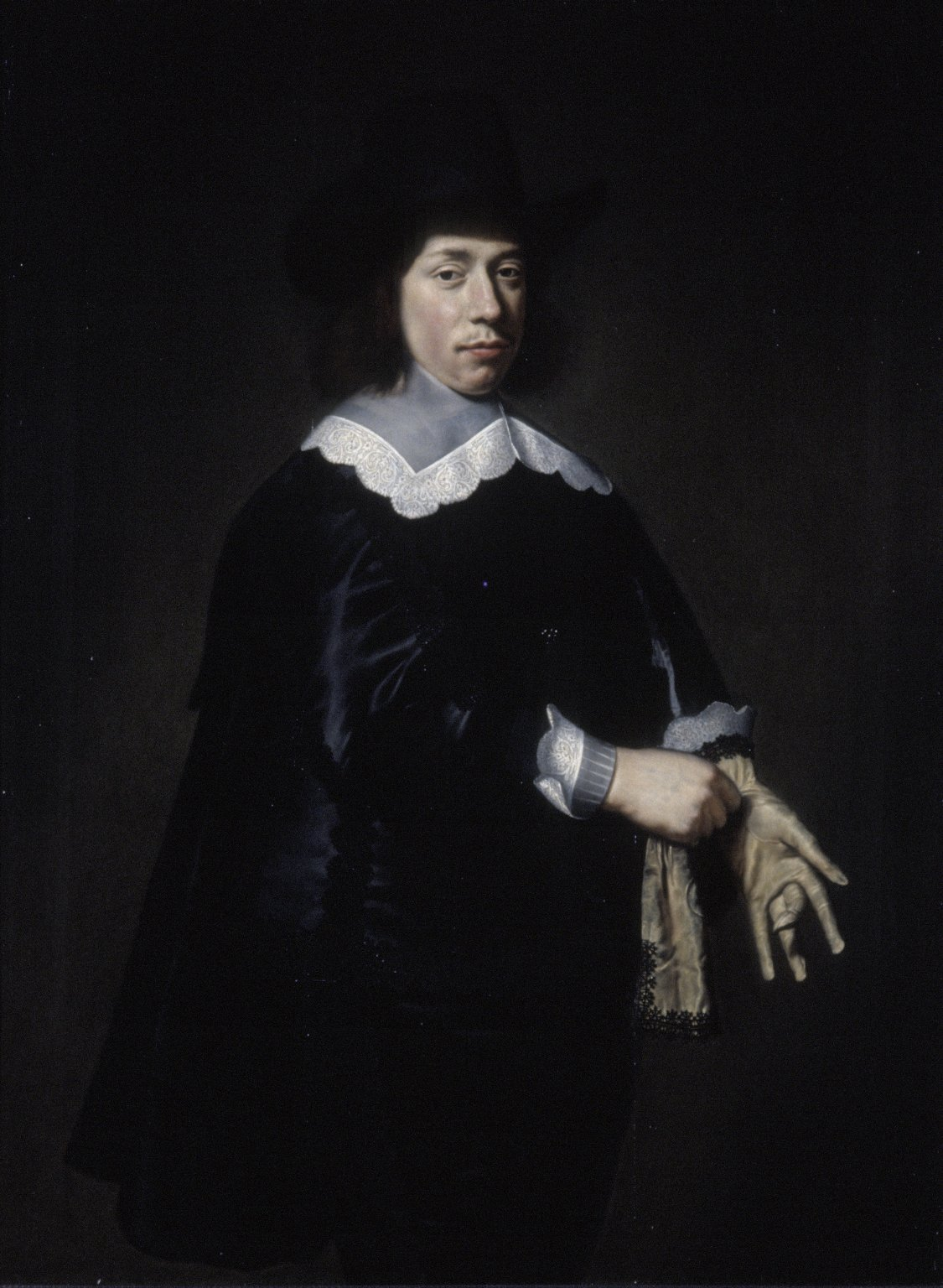
ديرك فان سانتفورت  [لغات أخرى]‏ ، صورة لرجل ، ١٦٤٣
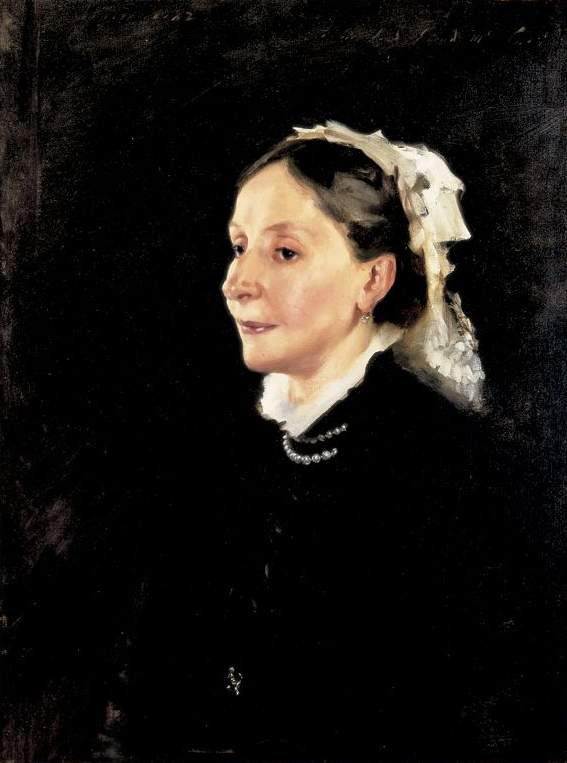
جون سينجر سارجنت ، أريانا كيرتس 1882
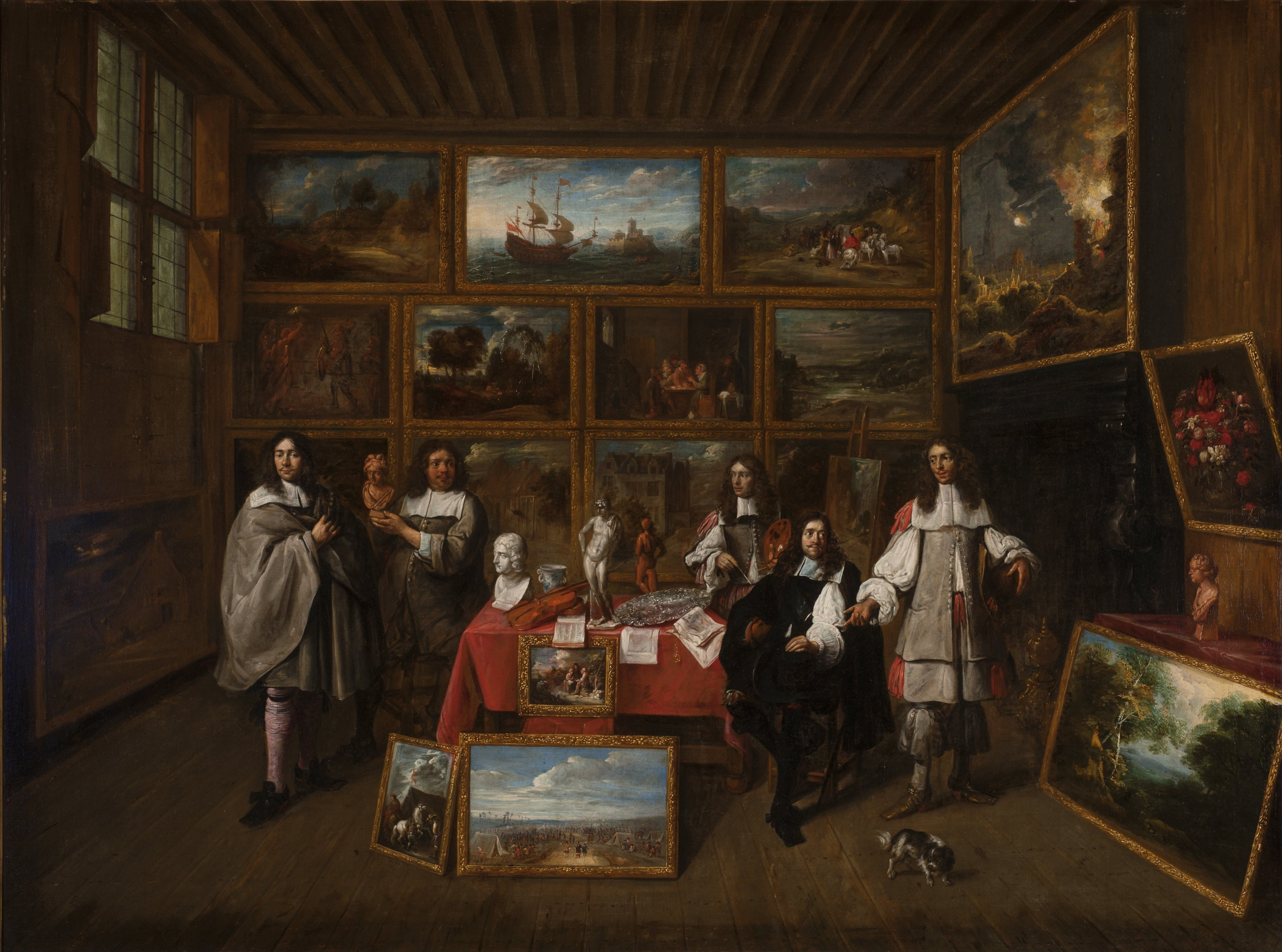
جيليس فان تيلبورج  [لغات أخرى]‏ ، معرض صور ، ج. 1665

## وصلات خارجية
- الموقع الرسمي
- جولة افتراضية في متحف سبنسر للفنون مقدمة من Google Arts & Culture